# 林祈烽
林祈烽 （台灣話：Lîm Kî-hong
，1973年6月3日—），中華民國政治人物，民主進步黨黨員，曾任立法委員張廖萬堅服務處主任18年，2018年首度投身臺中市議員選舉即當選。現任臺中市議員，於市議會關注教育文化及體育議題。

## 現任
- 臺中市議員
- 臺中市體育總會足球委員會【主任委員】
- 臺中市陽光城市發展協會【常務理事】
- 財團法人春雨文教基金會【董事】
- 臺中市嬰幼兒福利聯合會【會務顧問】
- 臺中市幼兒教育暨福利協會【顧問】
- 臺中市救難協會【顧問】

## 經歷
- 立法委員張廖萬堅服務處【主任】（2001-2018）
- 臺中市體育總會棒球委員會【副主任委員】
- 臺中市陽光城市發展協會【常務理事】
- 臺中市林氏宗親總會【理事】
- 臺中市公職人員助理職業工會【理事】
- 民主進步黨【全國黨代表】
- 民主進步黨臺中市黨部【執行委員】
- 民主進步黨臺中市黨部【評議委員】

## 選舉紀錄
| 年度 | 選舉屆數             | 選舉區         | 所屬政黨   | 得票數 | 得票率 | 當選註記 | 備註 |
| ---- | -------------------- | -------------- | ---------- | ------ | ------ | -------- | ---- |
| 2018 | 第三屆臺中市議員選舉 | 臺中市第六選區 | 民主進步黨 | 13,930 | 12.70% |          |      |
| 2022 | 第四屆臺中市議員選舉 | 臺中市第六選區 | 民主進步黨 | 17,065 | 17.08% |          |      |

## 外部連結
- 林祈烽　臺中市議會議員資訊
- 正直敢言-林祈烽　facebook粉絲專頁 （页面存档备份，存于）